# Rolf Maximilian Sievert
Rolf Maximilian Sievert (suec: Rolf Sievert)  (Estocolm, 6 de maig de 1896 - Estocolm, 3 de desembre de 1966) va ser un físic suec que va contribuir principalment a l'estudi dels efectes biològics de les radiacions ionitzants.
Sievert va néixer a Estocolm, Suècia. Els seus pares eren Max Sievert i Sofia Carolina Sievert, nascuda Panchéen. El 1881, Max Sievert va fundar la Companyia Max Sievert a Estocolm.
Va ser cap del laboratori de física en el Radiumhemmet de Suècia de 1924 a 1937, després de la qual cosa va ser nomenat cap del departament de física de radiació en l'Institut Karolinska. Va exercir un paper pioner en el mesurament de les dosis de radiació, especialment en el seu ús en el diagnòstic i tractament del càncer. En anys posteriors, va centrar la seva recerca en els efectes biològics de l'exposició repetida a dosis baixes de radiació.
Va ser fundador del Comitè internacional de protecció contra raigs X i ràdio (IXRPC) el 1928, i va exercir com a primer president; això es va convertir posteriorment en l’ICRP. També va presidir el Comitè Científic de les Nacions Unides sobre els efectes de la radiació atòmica (UNSCEAR).
Va inventar una sèrie d’instruments per mesurar dosis de radiació, sent el més conegut la cambra de Sievert.
El 1979, a la Conferència General de Pesos i Mesures (o CGPM), la unitat SI per a una dosi equivalent de radiació ionitzant va rebre el seu nom i va rebre el nom de sievert (Sv).
Tenia una extensa col·lecció d’insectes i els seus exemplars es poden trobar al Museu Entomològic de la Universitat de Lund.

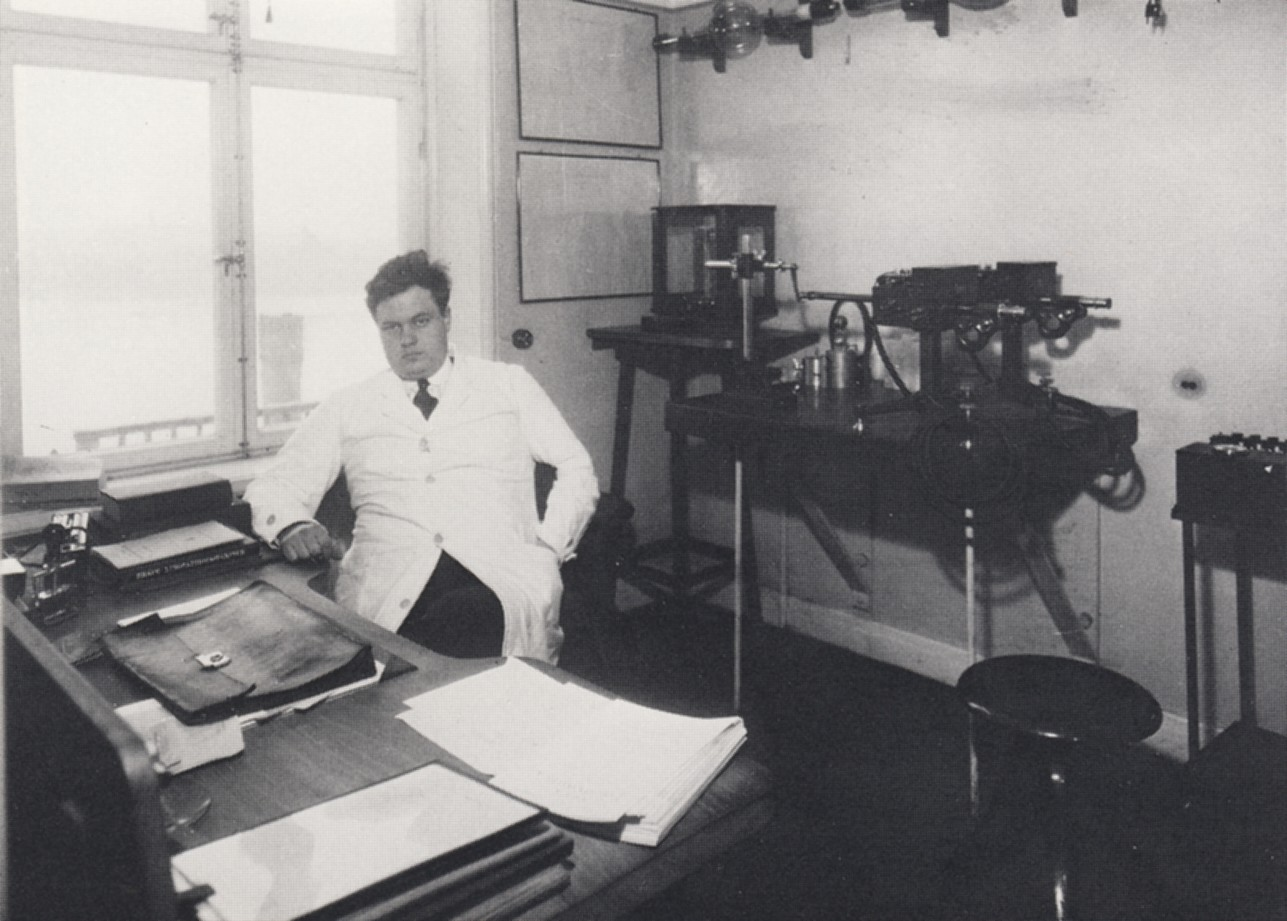
Rolf Sievert el 1924